# Porsche 951

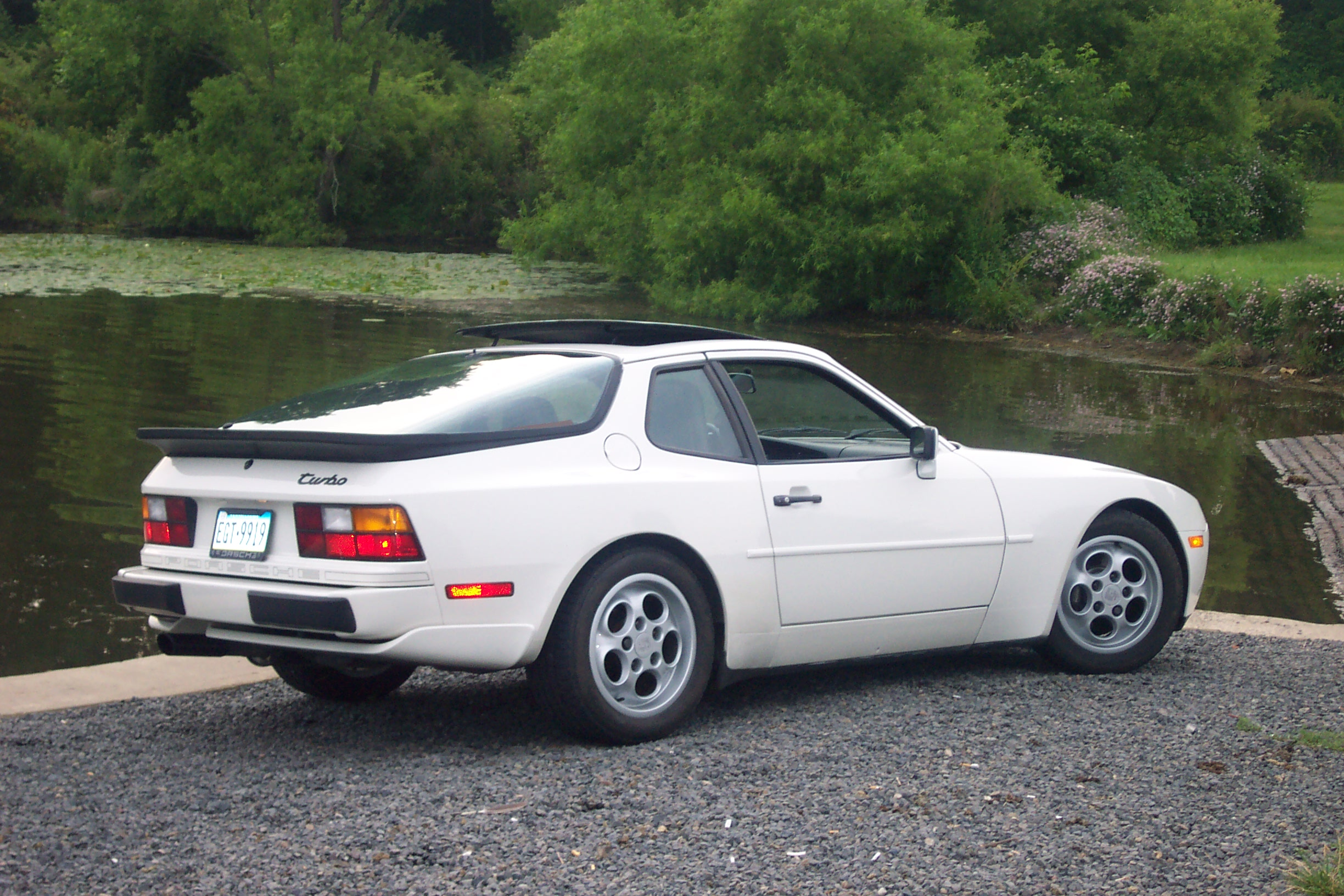
Amerikansk Porsche 951 från 1987.

Porsche 951 är turboversionen av Porsche 944.

## Historia
I februari 1985 introducerades Porsche 951. Med hjälp av ett KKK-turboaggregat levererade 2,5-liters motorn inte längre 163 hk utan 220 hk. Modellen debuterade i februari 1985, men betraktas inte som årsmodell -85 av fabriken utan som -86.
Turbomodellen hade förbättrats på en rad olika punkter. Bland annat noterades bärarmar i aluminium, styvare chassi med hårdare stötdämpare, grövre krängningshämmare och större bromsar. Exteriört utrustades bilen med en ny modernare front och en spoiler bak, som sedermera kom att delas med 944 S2. Dessutom fick samtliga 944:or en ny instrumentering i samband med 951:ans introduktion.
1987 gjordes en del ändringar på bilen; nya främre bärarmar, vattenpump och kamremsspännare. Samma år blev det även möjligt att beställa ABS-bromsar till 944 modellen.
1988 tillverkades Turbo S i cirka 1000 exemplar. Modellen hade större turbo (250hk), differentialbroms, bromsar från 928 S4 och styvare chassi. De flesta Turbo S hade färgen Silberrose med en vinröd inredning. Året därefter fick även den vanliga turbomodellen samma prestanda.
1990 gjordes ytterligare uppgraderingar, däribland förstärkt drivlina, smidda CS fälgar, ABS som standard, styvare chassi, integrerat larm.
1991 tillfördes stöldsäkring på fälgarna. En ny spoiler formgavs, och strålkastarna fick inställbar räckvidd.
Sista årsmodellen blev 1991, då fanns bilen även som cabriolet.
Totalt tillverkades det 25.348 st Porsche 951 varav:
| 951             | 24.406 st |
| 951 "Turbo Cup" | 150 st    |
| 951 Cabriolet   | 625 st    |

## Teknisk data för Porsche 951 -1988 (Turbo S spec)
- Kaross: Helförsinkad 2 dörrars 2+2-sitsig coupé
- Motor: Rak 4-cylindrig på 2.479cc helt i lättmetall, borrning/slag 100/78,9mm, KKK-turboaggregat med intercooler, enkel överliggande kamaxel med hydrauliska lyftare, två ventiler per cylinder, Bosch Motronic som styr insprutning och tändning, kompression 8.0:1
- Max effekt: 250 hk @ 6000rpm /350Nm
- Transmission: Bakhjulsdrift, 5 växlad manuell låda monterad över bakaxeln, 3.375 i slutväxel, 40% diff, 41km/h vid 1000rpm på femman.
- Framhjulsupphängning: Individuell med MacPherson fjäderben och tvärlänkar, justerbara Koni dämpare.
- Bakhjulsupphängning:Individuell med länkarmar och 25,5mm torsionsstavar, Koni justerbara stötdämpare.
- Styrning: Kuggstång med progressiv servo.
- Bromsar: Ventilerade skivor runt om, ABS.
- Fälgar: Smidda lättmetallsfälgar, 7J x16" fram, 9J x16" bak
- Däck: Goodyear eagle, 225/50ZR 16 fram 245/45ZR 16 bak

- Längd: 423
- Bredd: 173,5
- Axelavstånd: 240cm
- Spårvidd fram/bak: 145,5/143,5
- Bagage: 250 – 500 liter.
- Tankrymd: 80 Liter.
- Bränsleförbrukning: Testförbrukning 1.02l/mil (max 1.06 min 0,99) Blandad körning enligt konsumentverket: 0.99l/mil
- Standardutrustning: AC, elhissar, centrallås, larm, ABS mm.

## Värt att Notera
- Kaross: Inga större bekymmer med rost då hela karossen är galvaniserad.
- Motor: Turbomodellens akilleshäl är sprickor i grenröret, ett relativt billigt problem. Motorerna är dock mycket hållbara, men tänk på att de ofta kan ha körts hårt. Vattenpumparna kan läcka på de äldre bilarna. Byter man mot en ny pump är problemet ur världen. En brusten kamrem ger desto dyrare reparationer. Remmen ska bytas i intervall om 8000 mil. De här motorerna är mycket känsliga för rätt oljenivå. Oljan ska helst ligga mitt för stickans övre streck, varken mer eller mindre.
- Transmissionen: En dålig koppling är dyrbar att byta. Transaxelröret mellan motor och låda gör arbetet krångligt och kan även ge upphov till en del transmissionsljud i kupén.
- Chassi: En annan detalj som kan verka harmlös är slitna spindelleder. Men eftersom hela länkarmen behöver bytas kan det bli mycket dyrt.